# Ensenada Violante
Ensenada Violante, på engelska Violante Inlet,  är en vik i Antarktis. Den ligger i Västantarktis. Argentina, Chile och Storbritannien gör anspråk på området.